# 臺灣電視公司中和攝影棚
臺灣電視公司中和攝影棚，簡稱台視中和棚，是臺灣電視公司（台視）的獨立攝影棚，1977年11月18日啟用，位於新北市中和區（啟用時為臺北縣中和鄉）景平路，主要用於電視劇錄影，現行門牌號碼為「新北市中和區景平路94號」。

## 歷史
1977年11月18日，台視啟用中和攝影棚，在台視內部簡稱「中和棚」，總佔地400坪，攝影棚本身佔地208坪，第一個進棚錄影的節目是八點檔連續劇《情深深》。
1980年5月中旬，台視頻道在每週一至週五21點30分（九點半檔）增開一條戲劇帶，每天總共播出四檔連續劇；以前台視頻道每天播出三檔連續劇時，台視中和攝影棚固定錄製兩檔戲劇節目，光啟文教視聽節目服務社（光啟社）支援錄製一檔戲劇節目，台視大樓兩個攝影棚則完全錄製綜藝節目。
1987年台視八點檔連續劇《玫瑰人生》主要劇情在台視中和攝影棚拍攝。

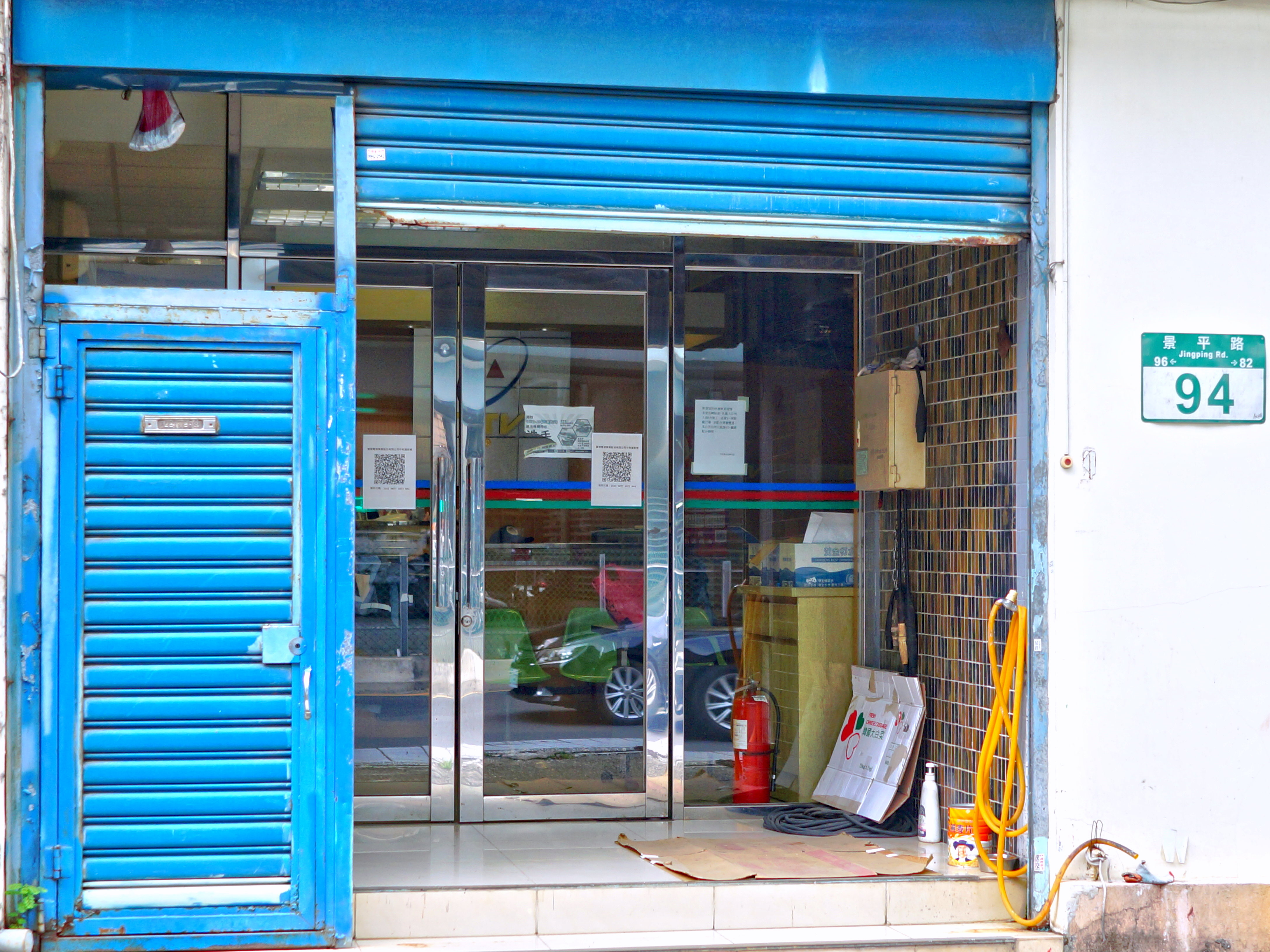
台視中和攝影棚大門

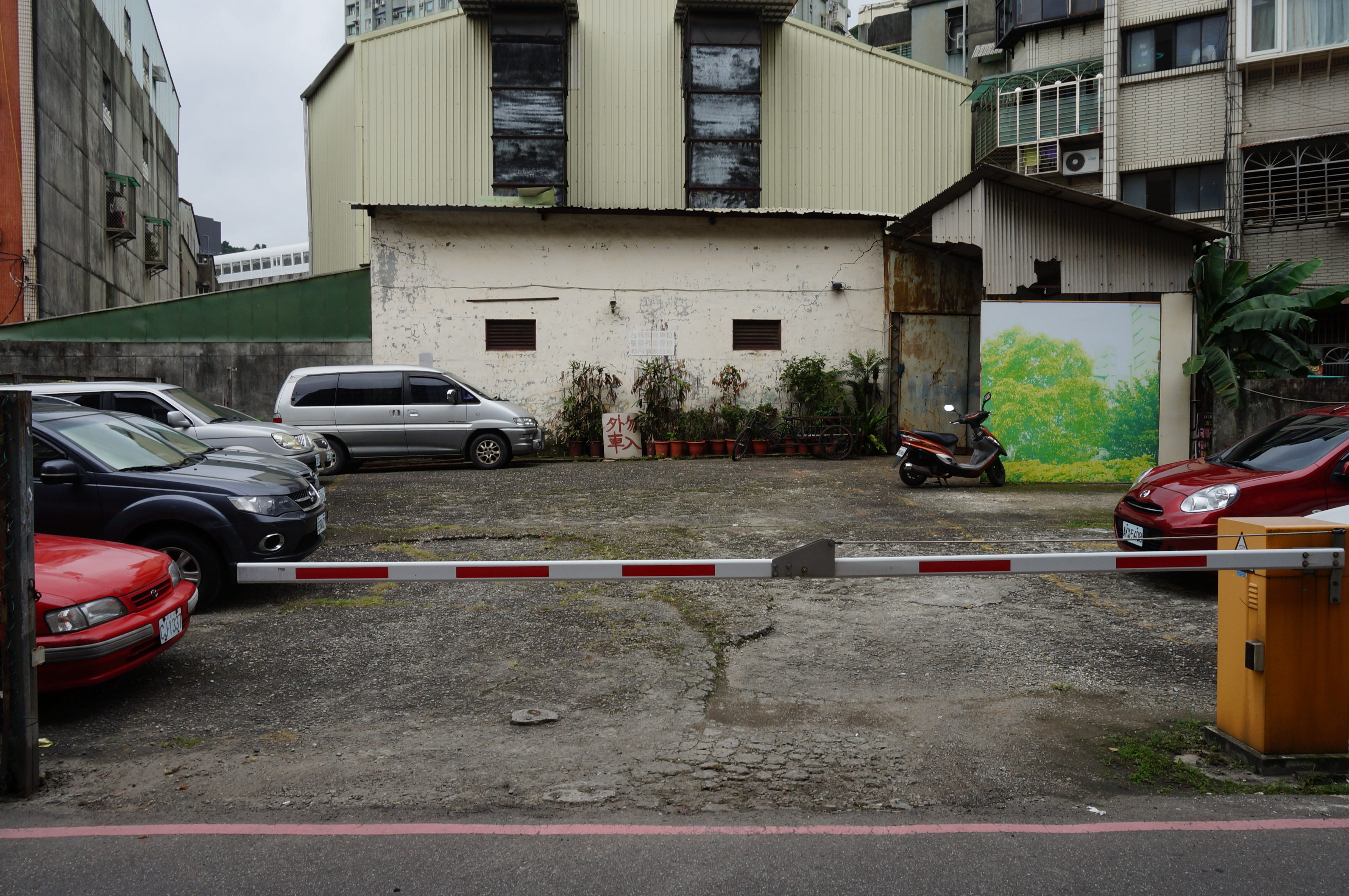
台視中和攝影棚戶外停車場

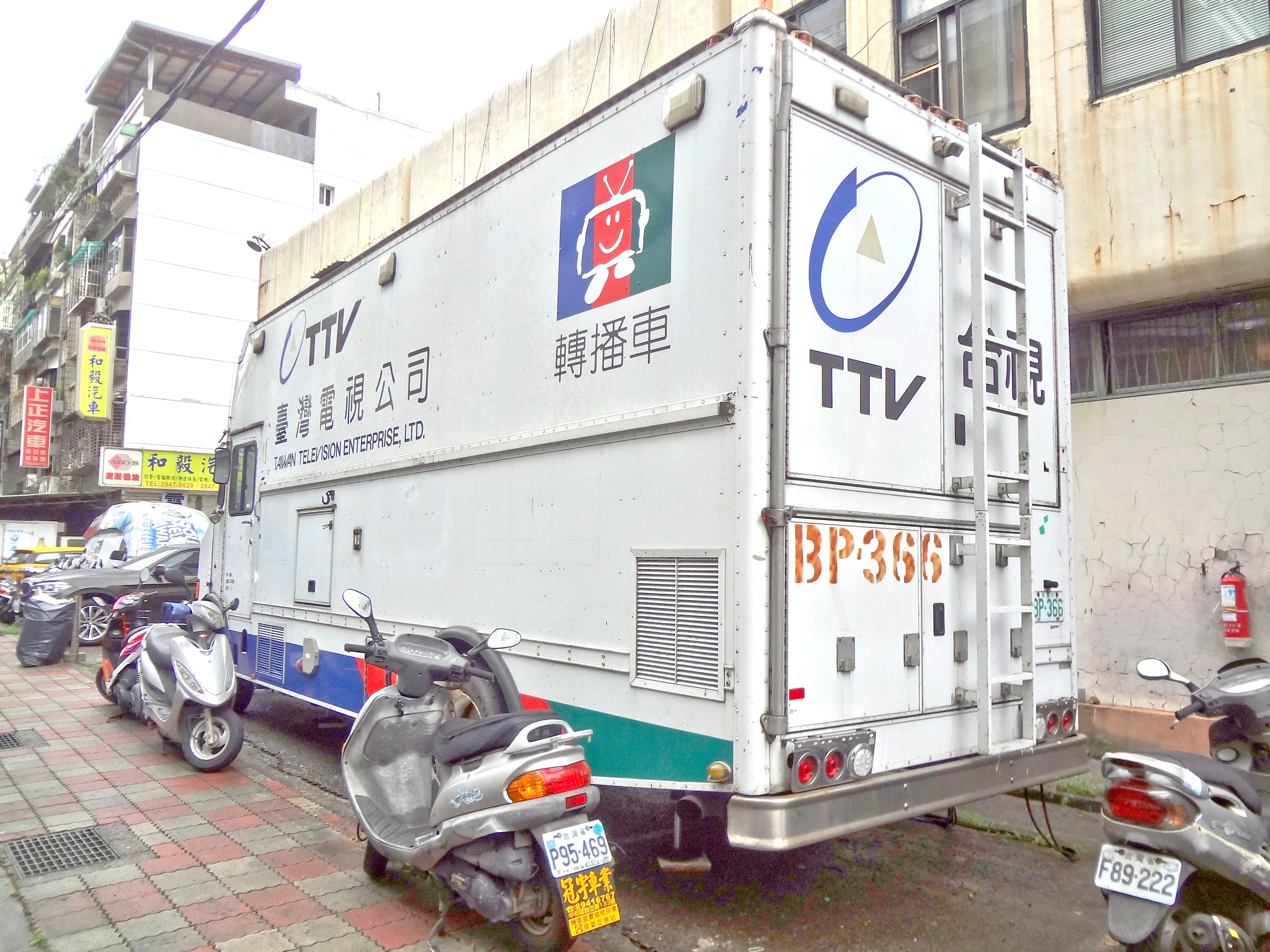
台視轉播車BP-366停在台視中和攝影棚前

台視中和攝影棚正面外牆面對景平路，1990年台視導入企業識別系統以前曾經懸掛「臺灣電視公司中和攝影棚」黑色鑄字招牌，2010年時鑄字招牌已被拆除。現今，台視中和攝影棚開放外界租用，戶外停車場設於大智街；但偶有臺視的車輛停靠正面外牆。
2020年1月31日，台北捷運環狀線第一階段通車，台視中和攝影棚位於景平站與秀朗橋站之間。